# Niels Neutron: Det lille geni
Niels Neutron: Det lille geni (originaltitel: Jimmy Neutron: Boy Genius) er en Science fiction komedie animationfilm fra 2001 instrueret af John A. Davis.

## Medvirkende

### Danske stemmer
- Andreas Jessen som Niels Neutron

- Bo Skødebjerg som Betjent
- Sonja Oppenhagen som Fru Fugl
- Michael Lundbye Slebsager som Karl Wheezer
- Jørgen Reenberg som Kong Goobot
- Sune Hundborg som Mads Dean
- Thomas Mørk som Niels' Far Hans
- Ann Eleonora Jørgensen som Niels' Mor
- Søren Sætter-Lassen som Ooblar
- Peter Zhelder som Pølse
- Stephania Potalivo som Sidse
- Sebastian Jessen som Steen
- Maja Iven Ulstrup som Zindy Vortex